# Pardosa mionebulosa
Pardosa mionebulosa là một loài nhện trong họ Lycosidae.
Loài này thuộc chi Pardosa. Pardosa mionebulosa được Chang-Min Yin et al miêu tả năm 1997..